# Biblioteca Națională a Maltei
Biblioteca Națională a Maltei  (în malteză Bibljoteka Nazzjonali ta“Malta), de multe ori cunoscută sub numele de Biblioteca (în malteză Bibljoteka), este o bibliotecă de referință în Piața Republicii, Valletta, Malta. A fost fondată de Marele Maestru Emmanuel de Rohan-Polduc în 1776 din colecțiile cavalerului Louis Guérin de Tencin. A fost o bibliotecă de depozitare legală din 1925, și are cea mai mare colecție de Melitensia, împreună cu cea de la Universitatea din Malta. Biblioteca conține, de asemenea, arhivele Ordinului Sf. Ioan, ale Università Mdina și ale Università Valletta.
Biblioteca este găzduită într-o clădire construită la sfârșitul secolul al XVIII-lea în stil neoclasic în centrul orașului, aproape de Palatul Marelui Maestru.

## Istoria
Originile Bibliotecii Naționale a Maltei merg până la 1555, când Marele Maestru Claude de la Sengle a decretat că toate cărțile care aparțin membrilor decedați ai Ordinului Sf. Ioan vor fi adăugate trezoreriei ordinului.
În 1760, Louis Guérin de Tencin, executorul Marii Cruci a Ordinului, a cumpărat o colecție de 9.700 de cărți care au aparținut lui Joaquín Fernández de Portocarrero pentru 7.000 de scuzi. Un an mai târziu, el a deschis o bibliotecă publică într-o clădire cunoscută sub numele de Il Forfantone în Valletta, care conține cărți din propria bibliotecă precum și colecția lui Portocarrero, biblioteca lui Comm. Sainte-Jay (care a fost ținută anterior în sacristia Bisericii Conventuală a Sfântului Ioan), precum și cărți donate de membrii Ordinului. De Tencin l-a numit pe Giovanni Pietro Francesco Agius de Soldanis ca bibliotecar, și a plătit el însuși salariul său. De Tencin a murit în 1766, înainte de a reși să asigura gestionarea fondurilor pentru menținerea bibliotecii.
În 1776, Marele Maestru Emmanuel de Rohan-Polduc a înființat în mod oficial Bibliotheca publica, care mai era numită Bibliotheca Tanseana în onoarea lui De Tencin. Forfantone a fost considerat prea înghesuit pentru a găzdui noua bibliotecă, astfel încât arhitectului italian de origine poloneză Stefano Ittar i s-a cerut să proiecteze o nouă clădire pentru bibliotecă în 1786. Clădirea a fost construită pe locul Conservatoria, unde erau depozitate lingourile de aur și argint ale trezoreriei. Construcția a fost finalizată în 1796, dar a rămas goală timp de câțiva ani din cauza invaziei franceze din 1798. Acesta a fost în cele din urmă inaugurată la 4 iunie 1812 de Comisarul Civil Sir Hildebrand Oakes, și a devenit cunoscută sub numele de Biblioteca Publică Malta.
A devenit o bibliotecă de depozitare legală prin Legea nr. II din 1925, iar în 1936 i-a fost acordat titlul de Bibliotecă Regală Malteză de către regele George V. În 1937, arhivele Ordinului au fost transferate la bibliotecă din Registrul Public.
În 1976, a fost deschisă în Floriana Biblioteca Publică Centrală, iar biblioteca din Valletta a devenit o bibliotecă de cercetare și de referință cunoscut sub numele de Biblioteca Națională a Maltei.

## Arhitectura
Clădirea bibliotecii a fost proiectată de arhitectul polonezo-italian Stefano Ittar și este un exemplu timpuriu al arhitecturii neoclasice în Malta. Are o fațadă simetrică cu coloane dorice și ionice. Primul etaj este sprijinit pe o loggia, având ușa principală în centru. Un balcon cu balustradă este situat deasupra ușii și este susținut de coloane dorice și ionici. Clădirea este bine cunoscută pentru scara sa monumentală în stil neo-clasic care se întinde de la intrarea principală la etajele superioare.
Dovezile arată că, în timp ce Stefano a fost arhitectul principal, fiul lui, Sebastiano Ittar, a continuat proiectul după ce tatăl său a murit înainte de a finaliza lucrarea.
Clădirea bibliotecii a fost inclusă pe Lista Antichităților din 1925. Este clasificată ca monument național de gradul 1, și este, de asemenea, inclusă în Inventarul Național al bunurilor culturale din Insulele Malteze.

## Colecții
Biblioteca Națională a Maltei include colecțiile:
- Pie Postulatio Voluntatis, o bulă papală emisă de Papa Pascal al II-lea în 1113 care să confirme înființarea Ordinului Sf. Ioan[8]
- Arhivele complete ale Ordinului Sfântului Ioan din Evul Mediu până în 1798[9]
- Arhivele trezoreriei ordinului[9]
- Arhivele Università Mdina și Università Valletta din perioada 1450-1818[9]
- codice și manuscrise din 1617[10]
- 60 de incunabule[11]
- O mare colecție de Melitensia (cărți, broșuri, ziare etc. scrise de autori maltezi sau legate de Malta), inclusiv unele dintre cele mai vechi ziare publicate în Malta în timpul ocupației franceze[11]
- Hărți datând din secolele al XVI-lea până în secolul al XX-lea, inclusiv hărți ale drumurilor locale, fortificații și situri arheologice[11]
- O colecție de legături fine, inclusiv volumele realizate pentru regele Ludovic al XV-lea al Franței și mai târziu a donate lui de Tencin[11]